# Tangerine Computer Systems
 (septembre 2020).
 (septembre 2020).
Si vous disposez d'ouvrages ou d'articles de référence ou si vous connaissez des sites web de qualité traitant du thème abordé ici, merci de compléter l'article en donnant les références utiles à sa vérifiabilité et en les liant à la section « Notes et références ».
Tangerine Computer Systems était une entreprise britannique de micro-informatique. Située près de Cambridge, elle a été fondée par Dr. Paul Johnson et Barry Muncaster en 1978
ou en octobre 1979 ,.

## Produits
- La toute première production a été le kit TAN1648 VDU (Visual Display Unit).
- Tangerine a produit un des premiers ordinateurs en kit basés sur le microprocesseur 6502, le Microtan 65.

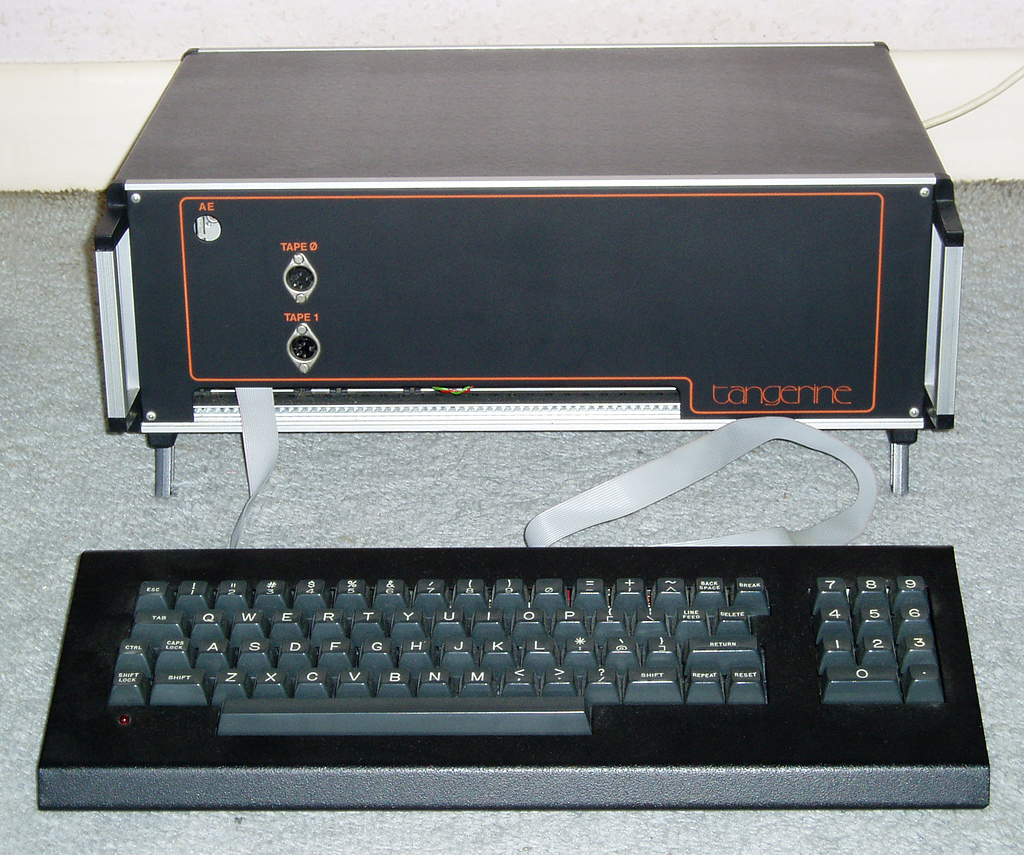
The Microtan 65 in the full System Rack enclosure and with the ASCII keyboard.

- En 1983, le premier ordinateur de la gamme Oric est commercialisé : l'Oric 1.

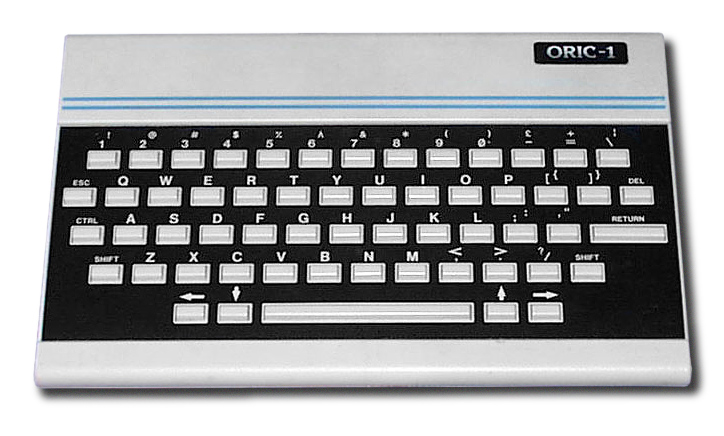
L'Oric 1.